# Asparagus acutifolius
L'asparago selvatico (Asparagus acutifolius L.) è una piccola pianta sempreverde cespugliosa, perenne, della famiglia delle Asparagacee, diffusa in tutto il bacino del Mediterraneo. I nomi comuni "asparago spinoso" e "asparago pungente" derivano dalle caratteristiche spine poste alla base dell'apparato fogliare; è pianta caratteristica della macchia mediterranea.
Da non confondersi con il luppolo selvatico o con i germogli di pungitopo (entrambi chiamati anche "asparagi selvatici"), i cui germogli vengono ancora oggi raccolti a primavera nelle campagne e nei luoghi incolti per farne ottimi risotti, frittate e minestre.

## Distribuzione e habitat
Da 0 a 1300 metri, comune in prossimità dei boschi e in luoghi incolti.

## Usi

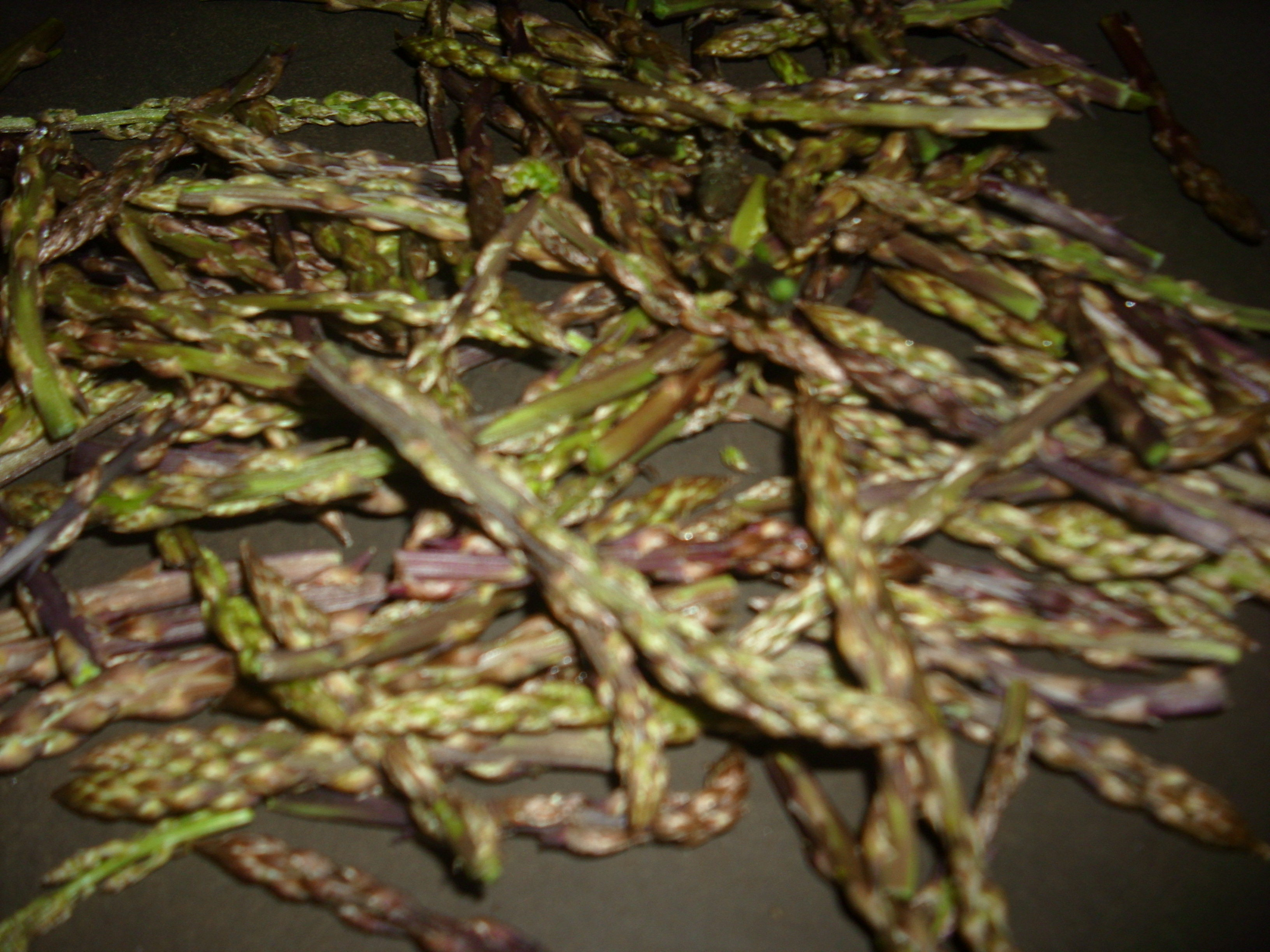
Germogli di asparago selvatico, spesso usati in cucina

I germogli dal sapore amarognolo sono spesso utilizzati in cucina per fare frittate o sughi; molto apprezzato il risotto con asparagi.

## Coltivazione
Gli asparagi germogliano in primavera e sono molto più piccoli, ma anche più saporiti dei comuni asparagi coltivati; vengono raccolti allo stadio di getti immaturi (germogli), si possono cogliere più volte.
 
Occorre fare attenzione nella raccolta staccando accuratamente il getto dalla base, senza strapparlo o danneggiare il cespo sotterraneo; queste precauzioni permettono che il cespo produca ancora getti.
 
In stagione di primavera avanzata occorre sospendere la raccolta e permettere la normale vegetazione dello stelo, la produzione delle foglie spinose, la fioritura (e la fruttificazione). La vegetazione completa consente l'accumulo di sostanze di riserva nel cespo sotterraneo che alimentano la vegetazione dell'anno successivo; questa cura permette la sopravvivenza della pianta per molti anni.
L'asparago selvatico può essere coltivato in orto mediante impianto dei cespi o per seme; l'impianto opportunamente condotto (concimazioni, diserbo, potatura di rinnovo degli steli, interruzione della raccolta a fine primavera) ha una durata poliennale. La raccolta dal coltivato evita il danneggiamento della flora spontanea.